# Дијаз тип C
Дијаз тип C (шп. Diaz Type C) је једноседи ловачки авион направљен у Шпанији. Авион је први пут полетео 1919. године. 

Највећа брзина авиона при хоризонталном лету је износила 205 km/h.
Распон крила авиона је био 10,8 метара, а дужина трупа 6,40 метара.

## Наоружање
| Наоружање авиона: Дијаз        |     |
| Ватрено (стрељачко) наоружање  |     |
| Топ                            |     |
| Митраљез                       |     |
| Број и ознака митраљеза        | 1   |
| Калибар                        | 7,7 |
| Бомбардерско наоружање (бомбе) |     |
| Ракетно наоружање (ракете)     |     |